# 罗伊·安德松
罗伊·安德松（瑞典語：Roy Andersson，1949年8月2日—），瑞典男子足球运动员，司职后卫，效力于马尔默足球俱乐部。他曾代表瑞典国家队参加1978年国际足联世界杯，结果队伍止步小组赛阶段。